# Lollipop (EP)
Lollipop é o extended play de estreia do grupo masculino sul-coreano Imfact. O álbum foi lançado digitalmente em 27 de janeiro de 2016, e fisicamente em 28 de janeiro. O álbum contém quatro faixas com a faixa-título sendo "Lollipop".

## Desempenho comercial
Lollipop entrou no número 6 na Gaon Album Chart na edição de 24 de janeiro a 30 de janeiro de 2016. Na edição mensal do mesmo gráfico, o álbum apareceu no número 30 com 2.270 cópias físicas vendidas para o mês de janeiro.

## Lista de faixas
Créditos retirados do Melon
| N.º            | Título                   | Letras                      | Música          | Arranjo                | Duração |  |
| 1.             | "I'M Fact"               | Imfact                      | Imfact          | Imfact                 | 0:49    |  |
| 2.             | "Lollipop" (롤리팝)      | Ungjae                      | Ungjae          | Ungjae Jung Chang-wook | 3:20    |  |
| 3.             | "Shine" (샤인)           | Jung Chang-wook Jian Ungjae | Jung Chang-wook | Jung Chang-wook        | 3:17    |  |
| 4.             | "Trouble Maker" (양아치) | Ungjae Sang Jian            | Ungjae Sang     | Ungjae Sang            | 3:29    |  |
| Duração total: | Duração total:           | Duração total:              | Duração total:  | Duração total:         | 10:58   |  |

## Desempenho nas paradas

### Álbum
| Parada                                 | Melhores posições |
| -------------------------------------- | ----------------- |
| Coreia do Sul (Gaon Album Chart)       | 6                 |
| Coreia do Sul (Gaon Month Album Chart) | 30                |

### Vendas
| Parada              | Vendas                 |
| ------------------- | ---------------------- |
| Gaon vendas físicas | 5,147+ (Coreia do Sul) |

## Histórico de lançamento
| Região        | Data                  | Formatos         | Gravadoras                         |
| ------------- | --------------------- | ---------------- | ---------------------------------- |
| Coreia do Sul | 27 de janeiro de 2016 | Download digital | Star Empire Entertainment KT Music |
| Coreia do Sul | 28 de janeiro de 2016 | CD               | Star Empire Entertainment KT Music |